# Sterechinus antarcticus
Sterechinus antarcticus is een zee-egel uit de familie Echinidae.
De wetenschappelijke naam van de soort werd in 1901 gepubliceerd door René Koehler.